# HD 85355
HD 85355 (nota anche come u Velorum) è una stella gigante azzurra di magnitudine 5,09 situata nella costellazione delle Vele. Dista 856 anni luce dal sistema solare.

## Osservazione

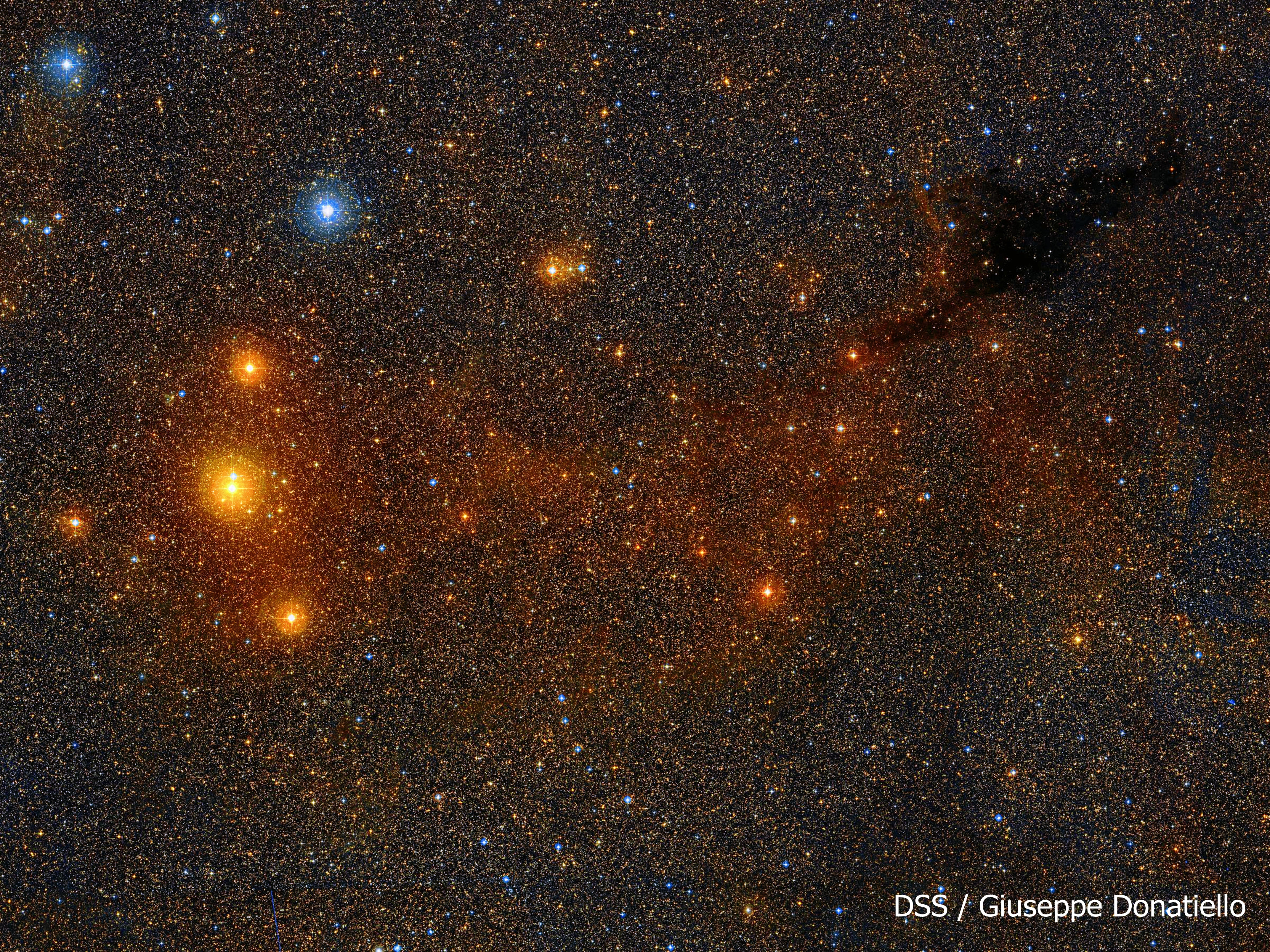
HD 85355 è la stella di colore azzurro più vicina al terzetto di stelle rosse, nel campo stellare di figura.

Si tratta di una stella situata nell'emisfero celeste australe. La sua posizione moderatamente australe fa sì che questa stella sia osservabile specialmente dall'emisfero sud, in cui si mostra alta nel cielo nella fascia temperata; dall'emisfero boreale la sua osservazione risulta invece più penalizzata, specialmente al di fuori della sua fascia tropicale. La sua magnitudine pari a 5,1, fa sì che possa essere scorta a occhio nudo solo con un cielo sufficientemente libero dagli effetti dell'inquinamento luminoso.
Il periodo migliore per la sua osservazione nel cielo serale ricade nei mesi compresi fra febbraio e giugno; nell'emisfero sud è visibile anche per buona parte dell'inverno, grazie alla declinazione australe della stella, mentre nell'emisfero nord può essere osservata limitatamente durante i mesi primaverili boreali.

## Caratteristiche fisiche
La stella è una gigante azzurra; possiede una magnitudine assoluta di -2,01 e la sua velocità radiale positiva indica che la stella si sta allontanando dal sistema solare.

## Sistema stellare
HD 85355 è un sistema stellare formato da due componenti. La componente principale A è una stella di magnitudine 5,09. La componente B è di magnitudine 9,8, separata da 66,3 secondi d'arco da A e con angolo di posizione di 046 gradi.